# Saint-Martin-de-Goyne

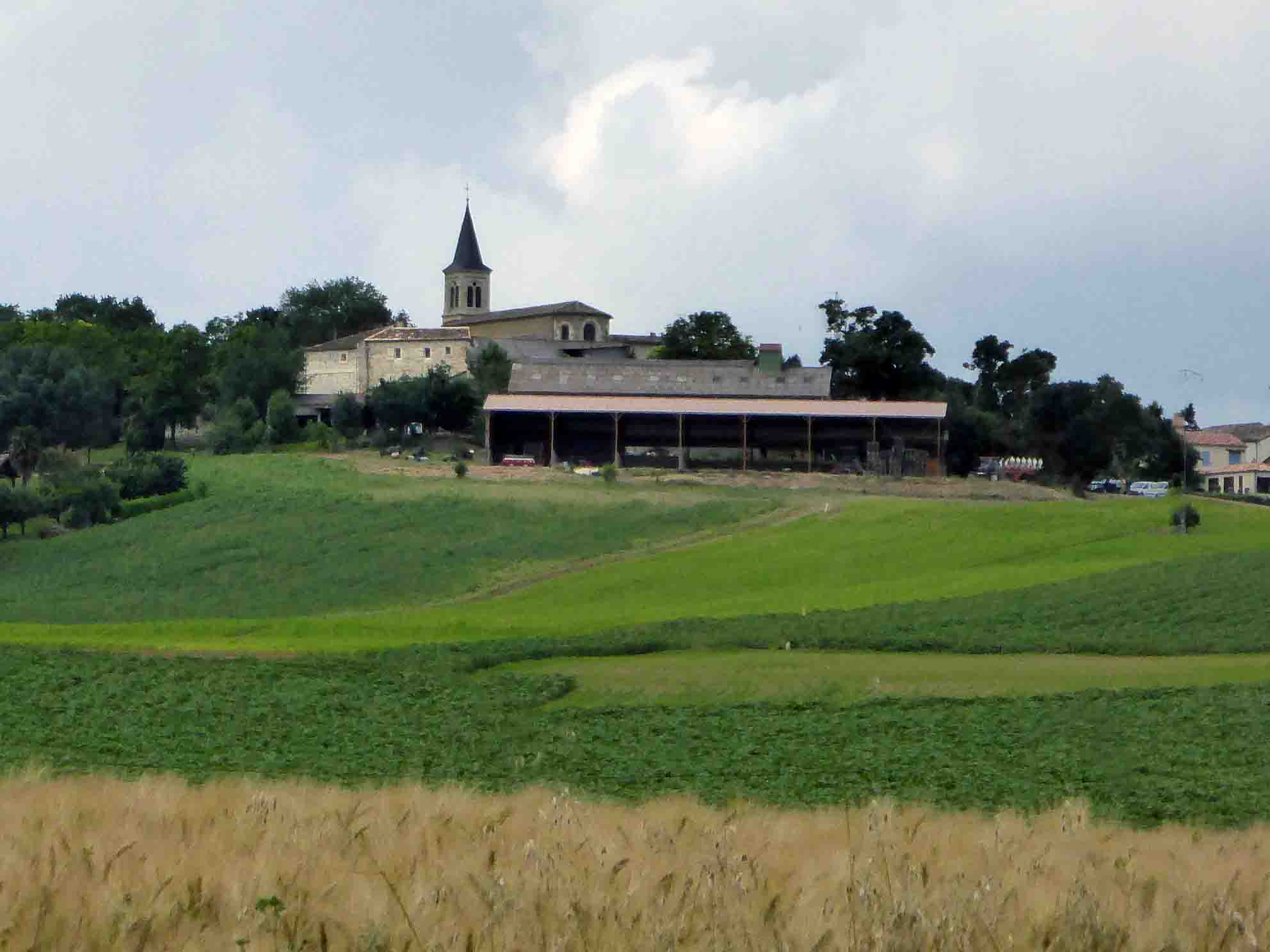
Saint-Martin-de-Goyne, Kirche (2018)

Saint-Martin-de-Goyne (gaskognisch: Sent Martin de Güeina) ist eine französische Gemeinde mit 126 Einwohnern (Stand 1. Januar 2022) im Département Gers in der Region Okzitanien (bis 2015 Midi-Pyrénées); sie gehört zum Arrondissement Condom und zum Gemeindeverband Lomagne Gersoise. Die Bewohner nennen sich Saint-martinais/Saint-martinaises.
Sie ist umgeben von den Nachbargemeinden Saint-Mézard im Norden, Castéra-Lectourois im Osten und Südosten, Lectoure im Südosten, Lagarde im Süden, Larroque-Engalin im Südwesten sowie Berrac im Westen und Nordwesten.

## Bevölkerungsentwicklung
| Jahr                       | 1793 | 1800 | 1962 | 1968 | 1975 | 1982 | 1990 | 1999 | 2006 | 2011 | 2016 |
| Einwohner                  | 342  | 353  | 170  | 138  | 147  | 117  | 117  | 109  | 124  | 130  | 129  |
| Quellen: Cassini und INSEE |      |      |      |      |      |      |      |      |      |      |      |